# 愛爾蘭足球協會 (北愛爾蘭)
愛爾蘭足球協會（Irish Football Association，簡稱IFA）是負責北愛爾蘭足球運動的法定機構。愛爾蘭足球協會的英文名字很易與負責愛爾蘭共和國足球運動的法定機構愛爾蘭足球協會（Football Association of Ireland，簡稱FAI）混淆。北愛爾蘭的愛爾蘭足球協會與其他英國本土足球協會（英格蘭、蘇格蘭及威爾斯）及組成國際足球協會理事會（International Football Association Board，簡稱IFAB）負責編制足球比賽新規章或修改現有規則。北愛足協同時負責北愛爾蘭足球代表隊的營運工作。

## 歷史
北愛足協由貝爾法斯特地區的足球隊於1880年推舉組成，作為愛爾蘭全島足球競賽的統籌機構，是僅次於英格蘭足球總會、蘇格蘭足球總會及威爾斯足球總會之後世界第四個國家足球協會。協會首先舉辦名為愛爾蘭盃（Irish Cup）比賽形式類似英格蘭足總盃及蘇格蘭足總盃的足球競賽。兩年後組成代表隊進行首場國際賽挑戰英格蘭，慘敗0-13，至今仍是代表隊最大敗仗的紀錄。
1921年愛爾蘭進行分割，愛爾蘭自由邦足球協會（FAIFS，即現時愛爾蘭共和國的愛爾蘭足球協會）成立管理愛爾蘭自由邦（Irish Free State，即現時的愛爾蘭共和國）內的足球事務，新協會認為應由位於愛爾蘭首府都柏林的他們代表愛爾蘭足球，而原協會的支持者則辯稱應由主要的足球比賽地區阿爾斯特（Ulster）及其主要城市貝爾法斯特的協會代表愛爾蘭。雙方爭持不下，各自宣稱代表愛爾蘭全島，分別在已分裂的敵對聯賽中挑選球員代表以愛爾蘭為名的代表隊。
国际介入調停，將“法律上”（de jure）組織權付予北愛足協，管治愛爾蘭島北部六個郡，唐郡（Down）、安特里姆郡（Antrim）、阿馬郡（Armagh）、倫敦德里郡（Londonderry）、蒂龍郡（Tyrone）及弗馬納郡（Fermanagh）的足球比賽，成為原愛爾蘭足球協會正統的延續，1950年代以後愛爾蘭共和國的愛爾蘭足球協會已不再聲稱其為代表愛爾蘭全島的足球協會。

## 外部連結
- 愛爾蘭足球協會官方網站（页面存档备份，存于）